# Dactylolabis (Dactylolabis) wodzickii
Dactylolabis (Dactylolabis) wodzickii is een tweevleugelige uit de familie steltmuggen (Limoniidae). De soort komt voor in het Palearctisch gebied.